# Lada (Slowakei)
Lada (ungarisch Láda) ist eine Gemeinde im Osten der Slowakei mit 837 Einwohnern (Stand 31. Dezember 2024) im Okres Prešov, einem Teil des Prešovský kraj, und wird zur traditionellen Landschaft Šariš gezählt.

## Geographie
Die Gemeinde befindet sich am Treffpunkt der Niederen Beskiden mit dem Bergland Šarišská vrchovina und dem Talkessel Košická kotlina, im Tal des Baches Ladianka. Das Gemeindegebiet ist hügelig und zum größten Teil entwaldet. Das Ortszentrum liegt auf einer Höhe von 281 m n.m. und ist 10 Kilometer von Prešov entfernt.
Nachbargemeinden sind sehr kurz Podhorany im Norden, Nemcovce im Nordosten, Šarišská Poruba im Osten, Okružná und Trnkov im Süden und Kapušany im Westen.

## Geschichte

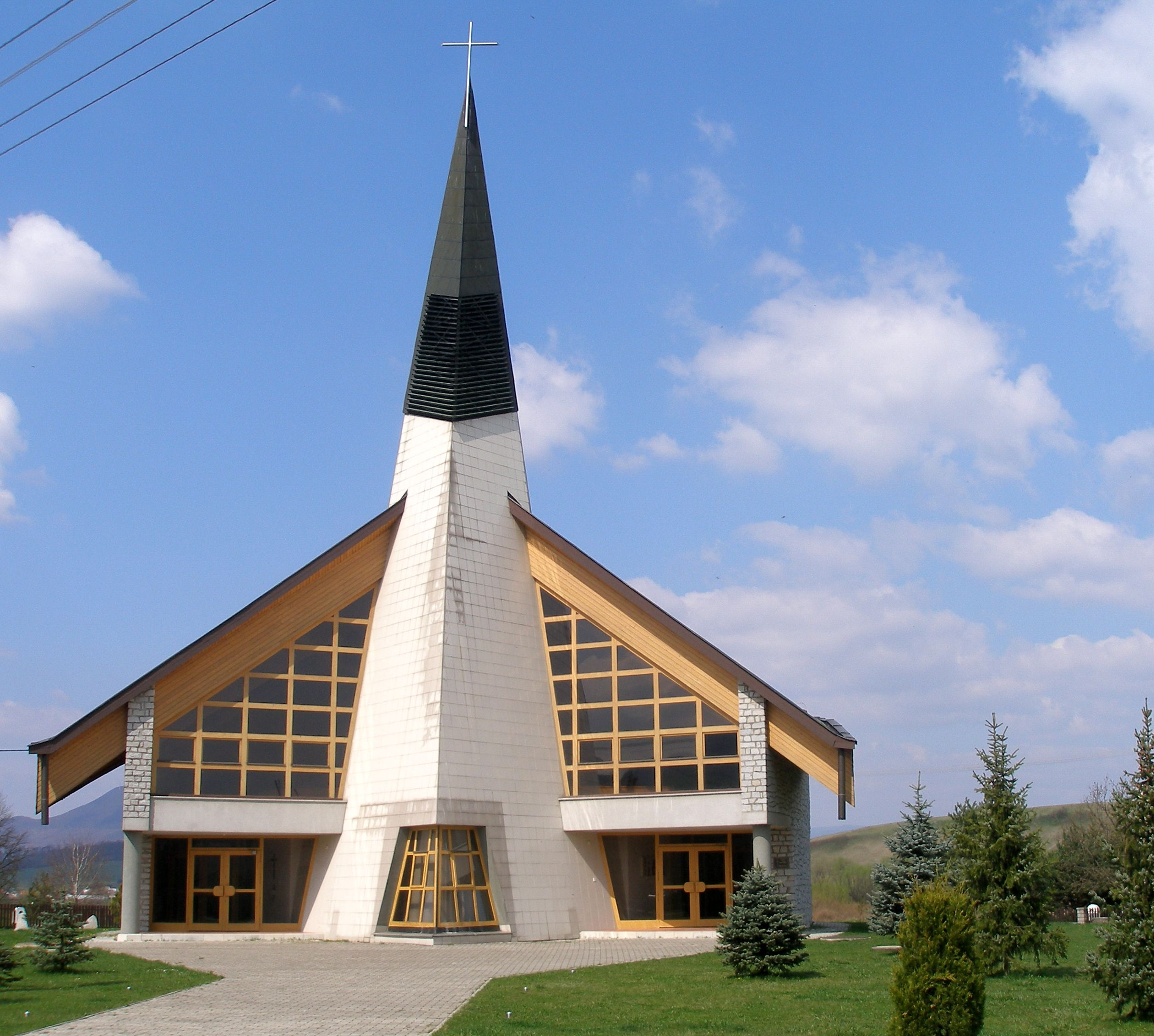
Moderne römisch-katholische Verklärungskirche

Der Ort wurde zum ersten Mal 1410 als Lada schriftlich erwähnt, damals als Teil des Herrschaftsgebiets der Burg Kapušany. 1427 sind in einem Steuerverzeichnis 21 Porta verzeichnet. Im 18. Jahrhundert war das Dorf Besitz des Geschlechts Kapy, dann bis 1918 der Familie Ghillányi. 1828 zählte man 41 Häuser und 322 Einwohner, die als Landwirte, Viehhalter sowie Pferde- und Speckhändler beschäftigt waren.
Bis 1918 gehörte der im Komitat Scharosch liegende Ort zum Königreich Ungarn und kam danach zur Tschechoslowakei beziehungsweise heute Slowakei. 

## Bevölkerung
| Jahr                | 1994 | 2004    | 2014    | 2024    |
| ------------------- | ---- | ------- | ------- | ------- |
| Anzahl der Personen | 757  | 822     | 835     | 837     |
| Unterschied         |      | +8,58 % | +1,58 % | +0,23 % |

| Jahr                | 2023 | 2024    |
| ------------------- | ---- | ------- |
| Anzahl der Personen | 833  | 837     |
| Unterschied         |      | +0,48 % |

Nach der Volkszählung 2011 wohnten in Lada 825 Einwohner, davon 779 Slowaken, zwei Ukrainer sowie jeweils ein Rom und Tscheche. 42 Einwohner machten keine Angabe zur Ethnie. 
355 Einwohner bekannten sich zur Evangelischen Kirche A. B., 333 Einwohner zur römisch-katholischen Kirche, 56 Einwohner zur griechisch-katholischen Kirche, vier Einwohner zu den Zeugen Jehovas, zwei Einwohner zur orthodoxen Kirche, sowie jeweils ein Einwohner zu den Siebenten-Tags-Adventisten, zur evangelisch-methodistischen Kirche und zur reformierten Kirche; vier Einwohner bekannten sich zu einer anderen Konfession. 22 Einwohner waren konfessionslos und bei 46 Einwohnern wurde die Konfession nicht ermittelt.

## Bauwerke
- römisch-katholische Verklärungskirche aus dem Jahr 1998